# Peter Menkhorst
Peter Warwick Menkhorst (* 1953), auch Peter W. Menkhorst zitiert, ist ein australischer Ökologe und Experte für australische Säugetiere und Vögel. Seit 1976 widmet er sich dem Wildtiermanagement, einschließlich der Kontrolle von Überpopulationen bei Koalas, und der Wiederansiedlung bedrohter Arten. Er hat Wiederansiedlungspläne für eine Reihe von Arten entwickelt, darunter für den Goldbauchsittich, den Helmhonigfresser, den Warzenhonigfresser, den Bergbilchbeutler und das Bürstenschwanz-Felskänguru. Menkhorst ist auch Autor naturgeschichtlicher Bücher und war 2017 Mitautor des Australian Bird Guide, das mit der Whitley Medal der Royal Zoological Society of New South Wales ausgezeichnet wurde.

## Leben
Menkhorst schloss 1973 sein Studium der Botanik und Zoologie an der Monash University mit einem Bachelor of Science ab. Seine Schwerpunkte sind die Erforschung der Fauna sowie die ökologische Forschung, die er für das Department of Environment, Land, Water and Planning (DELWP, Ministerium für Umwelt, Land, Wasser und Planung) und dessen Vorgängerorganisationen durchgeführt hat. 2018 war er Programmleiter in der Abteilung für Gemeinschaftsökologie am Arthur Rylah Institute for Environmental Research und leitete das Waterbird and Wetland Program.
Bei diesem Programm werden langfristige Datenreihen von natürlichen und künstlich angelegten Feuchtgebieten in ganz Victoria gesammelt und analysiert, darunter in Western Port, Port Phillip, Western Treatment Plant und Murray Valley, um die Auswirkungen von Wettermustern und der Bewirtschaftung von Land und Wasser auf die Vogelpopulationen zu erforschen. Das Ziel ist es, Erkenntnisse über diese Systeme zu sammeln und auf diese Weise die Schutzergebnisse zu verbessern. Das Team wirkt auch bei der Regulierung der Entenjagd in Victoria mit.

## Auszeichnungen
1998 erhielt Menkhorst das Australian Natural History Medallion des Field Naturalists Club of Victoria. 2019 wurde er während den Queen Birthday Honours mit der Public Service Medal geehrt.

## Schriften (Auswahl)
- Helmeted honeyeater recovery plan, 1989–1993, 1991
- The regent honeyeater (Xanthomyza phrygia): population status and ecology in Victoria and New South Wales, 1992
- Mammals of Victoria: distribution, ecology, and conservation, 1995
- Helmeted honeyeater recovery plan: 1999–2003, 1999
- Field Guide to Mammals of Australia, 2001 (2. Auflage, 2009, illustriert von Frank Knight)
- Victoria’s koala management strategy, 2004
- Background and implementation information for the smoky mouse Pseudomys fumeus: national recovery plan, 2006
- Towards a process for integrating vertebrate fauna into fire management planning, 2009
- A survey of colonially-breeding birds on Mud Islands, Port Phillip, Victoria, with an annotated list of all terrestrial vertebrates, 2010
- The mammalian fauna of Greater Melbourne: diversity, loss, adaptation and change, 2011
- National Recovery plan for the Brush-tailed Rock-wallaby Petrogale penicillata, 2011
- The food and foraging rate of an Australasian Bittern, 2012
- Waterbird monitoring at the Western Treatment Plant, 2000–12: the effects of climate and sewage treatment processes on waterbird populations, 2014
- Literature review: management of non-tidal ponds for shorebirds, 2015
- Flight initiation distances of Blue-billed Duck in response to non-motorised watercraft at Devilbend Reservoir, 2016
- Orange-bellied parrot: a retrospective analysis of winter habitat availability, 1985–2015, 2016
- The Australian Bird Guide, 2017 (2. Auflage 2019, illustriert von Kim Franklin, Jeff Davies und Peter Marsack)
- Literature review: responses of koalas to translocation, 2017
- Ageing and sexing Victorian native game birds using plumage characters, 2019
- Identifying cost-effective recovery actions for a critically endangered species, 2022
- The Compact Australian Bird Guide, 2022